# BedRock
“BedRock” é o segundo single do grupo de rap Young Money Entertainment, de seu álbum de colaboração de estreia “We Are Young Money”. É cantado  por artistas do Young Money: Lil Wayne, Gudda Gudda, Nicki Minaj, Drake, Tyga, Jae Millz, e apresenta o cantor de R&B Lloyd. Lança um CD no Reino Unido em 22 de março de 2010.